# All We Had
All We Had es una película dramática estadounidense de 2016 dirigida por Katie Holmes y escrita por Josh Boone. Se basa en la novela de 2014 All We Had de Annie Weatherwax. La película está protagonizada por Katie Holmes, Stefania LaVie Owen, Luke Wilson, Richard Kind, Mark Consuelos, Judy Greer y Eve Lindley. La película fue estrenada el 9 de diciembre de 2016 por Gravitas Ventures.

## Premisa
Ambientada durante la crisis financiera mundial de 2008, una madre soltera (Katie Holmes) y su hija adolescente (Stefania LaVie Owen) encuentran un nuevo hogar y esperanza para su futuro cuando se mudan a una pequeña ciudad del Medio Oeste.

## Elenco
- Katie Holmes como Rita Carmichael
- Stefania LaVie Owen como Ruthie Carmichael
- Luke Wilson como Lee
- Richard Kind como Marty
- Mark Consuelos como Vic
- Judy Greer como Patti
- Eve Lindley como Pam
- Siobhan Fallon Hogan como la Sra. Fráncfort
- Katherine Reis como Sally
- Odiseas Gregory Georgiadis como Ben
- Amber Jones/Amber the Fangirl como la niña
- Alexander Bender/Amazzon Kane como Jenny

## Producción
El 30 de julio de 2014, Katie Holmes adquirió los derechos cinematográficos de la novela de 2014 All We Had de Annie Weatherwax. El 11 de septiembre de 2014, se anunció que Holmes dirigiría la película. Holmes se reunió con el cineasta Josh Boone para escribir el guion, y Boone contrató a su frecuente colaboradora Jill Killington para que coescribiera el guion con él. El 31 de julio de 2015, Stefania LaVie Owen se unió al elenco de la película. El 9 de septiembre de 2015, Mark Consuelos se unió al elenco de la película. El rodaje comenzó el 5 de agosto de 2015 y finalizó el 4 de septiembre de 2015.

## Estreno y recepción
La película se estrenó en el Festival de Cine de Tribeca el 15 de abril de 2016. La película fue estrenada el 9 de diciembre de 2016 por Gravitas Ventures.
En el agregador de reseñas Rotten Tomatoes, la película tiene un índice de aprobación del 42% basado en 24 reseñas, con una calificación promedio de 5.16/10. En Metacritic, la película tiene un puntaje medio ponderado de 48 sobre 100, basado en 13 críticos, lo que indica "críticas mixtas o promedio".